# For Børnenes Skyld
For Børnenes Skyld er en dansk propagandafilm fra 1948 med instruktion og manuskript af Gunnar Robert Hansen.

## Handling
En propagandafilm for julemærket, der samtidig skildrer livet på et julemærke-sanatorium. Der fortælles, at postmester Einar Holbøll i 1904 fik ideen til julemærket, og at det nu hvert år betyder et hårdt tiltrængt rekreationsophold for hundreder af børn på et af landets mange julemærkehjem.